# Flindersia fournieri
Flindersia fournieri là một loài thực vật có hoa trong họ Cửu lý hương. Loài này được Pancher & Sebert mô tả khoa học đầu tiên năm 1873.